# Maskalis
Maskalis – rzeka, lewy dopływ Nidy o długości 24,39 km i powierzchni zlewni 134,24 km².
Źródła rzeki znajdują się na wschód od Marzęcina. Początkowo płynie w kierunku południowo-wschodnim a po minięciu wsi Oleszki skręca bardziej na południe i przepływa przez wieś Chotelek. Płynąc dalej na południe, w miejscowości Łatanice przepływa pod drogą wojewódzką nr 776 i mija wieś Brzezie. W miejscowości Górki przepływa pod drogą wojewódzką nr 771. Na tym odcinku zasila liczne stawy rybne. Na północ od Żukowic wpada do Nidy.